# 622

## Evenimente
- 16 iulie: A avut loc Hegira, emigrarea Profetului Mahomed de la Mecca la Medina, fiind conform tradiției islamice data de început a Calendarului Musulman.

## Nașteri
- dată necunoscută: Mezezius (uzurpator)  (d. 669)

## Decese
- 8 aprilie: Shōtoku politician japonez (n. 574)